# Max Mäuseschreck
Max Mäuseschreck ist ein Kinderspiel von Seven Towns Ltd. aus dem Jahr 2003, das beim Schweizer Spielepreis im Jahr seiner Veröffentlichung den zweiten Platz in der Kategorie „Kinderspiele“ belegte. Zudem wurde das Spiel vom Verband der finnischen Spielwarenindustrie (Suomen Leluyhdistys) als Kinderspiel des Jahres 2003 ausgezeichnet und befand sich in der Auswahlliste für das Kinderspiel des Jahres 2003 der Spiel-des-Jahres-Jury.
Max Mäuseschreck ist für zwei bis vier Spieler ab vier Jahren konzipiert. Eine Spielrunde dauert etwa zehn Minuten.

## Ausstattung
Als Spielbrett von Max Mäuseschreck dient eine runde Scheibe, die in neun Felder unterteilt ist. In ihrer Mitte steht ein großer Käseblock, der auf seiner Oberseite ein Loch aufweist. Dieses führt über sechs Öffnungen an den Seiten des Käseblocks zu sechs verschiedenen Spielfeldern auf dem runden Spielplan. Von den drei anderen Feldern führt je eine Leiter auf die Oberseite des Käses zum Loch.
Als Spielfiguren dienen vier Mausfiguren in den Farben Blau, Grün, Lila und Orange. Neben diesen ist auch eine Figur von Kater Max im Spiel enthalten, die von allen Spielern bewegt werden kann. Die Fortbewegungsrate der Mäuse wird durch einen gewöhnlichen Würfel mit den Augenzahlen eins bis sechs ermittelt. Zudem liegen 17 Käseecken dem Spiel bei, die von den Spielern gesammelt werden müssen.

## Spielverlauf
In Max Mäuseschreck versuchen alle Spieler, vor ihren Mitstreitern fünf Käseecken in ihren Besitz zu bringen.
Zu Spielbeginn lassen alle Teilnehmer ihre Spielfigur durch das Loch auf der Oberseite des Käseblocks fallen, um ihr jeweiliges Startfeld auf dem Spielplan zu ermitteln. Die Figur von Kater Max wird nach Absprache aller Spieler neben ein beliebiges Feld des Spielplans gestellt. Anschließend beginnt der jüngste Spieler mit seinem Zug. Die weitere Zugreihenfolge ist durch den Uhrzeigersinn vorgegeben.
Zu Beginn eines jeden Zuges würfelt der Spieler mit dem beiliegenden Würfel und rückt seine Spielfigur im Uhrzeigersinn um die geworfene Augenzahl auf dem Spielplan vor. Das Spielfeld, auf dem seine Figur ankommt, gibt dem Spieler in Form einer Abbildung vor, welche Aktion er im Anschluss ausführen muss.
- Vier von neun Feldern auf dem Spielplan zeigen eine Maus mit einer oder zwei Käseecken unter ihren Armen. Hier muss der Spieler die entsprechende Anzahl an Käseecken aus dem Vorrat nehmen und vor sich ablegen.[1]

- Drei Felder zeigen das Symbol einer Leiter. Hier muss der Spieler seine Mausfigur durch das Loch auf der Oberseite des Käseblocks fallen lassen. Das Spielfeld, auf dem seine Figur landet, gibt dann die Aktion vor, die er sofort ausführen muss. Von hier aus setzt der Spieler das Spiel bei seinem nächsten Zug fort.[1]

- Ein anderes Feld zeigt eine Maus, die eine Käseecke verliert. Hier muss der Spieler, wie die Abbildung erahnen lässt, eine seiner gesammelten, vor sich ausliegenden Käseecken abgeben und zurück in den Vorrat legen.[1]

- Das letzte verbleibende Spielfeld zeigt Kater Max. Hier darf der Spieler die Figur des Katers neben ein beliebiges Feld des Spielplans versetzen. Befinden sich Figuren seiner Mitspieler auf dem angrenzenden Spielfeld, so müssen diese jeweils eine Käseecke zurück in den Vorrat geben.[1]

Zum Abschluss jedes Zuges wird die Figur von Kater Max um ein Feld im Uhrzeigersinn verschoben. Befindet sich auf dem neuen Feld, das Kater Max erreicht, die Figur eines Spielers, so muss dieser eine Käseecke aus seiner Sammlung in den Vorrat zurücklegen.

## Spielende
Das Spiel endet sofort, sobald ein Spieler fünf Käseecken gesammelt hat.